# Pomacanthus semicirculatus
El pez ángel Koran (Pomacanthus semicirculatus) es un pez marino, de la familia de los Pomacanthidae, orden Perciformes.

## Morfología
Posee la morfología típica de su familia, cuerpo comprimido lateralmente y ovalado. Posee una espina preopercular situada cerca del nacimiento de la branquia, en la zona denominada preopérculo. Esta espina está presente en los animales desde su etapa juvenil. Tiene 13 espinas dorsales, entre 20 y 23 radios blandos dorsales, 3 espinas anales y entre 18 y 22 radios blandos anales.
La coloración varía, como en muchas especies del género, dependiendo de la edad. Los juveniles son de color azul oscuro con líneas semicirculares de color azul claro que se alternan con otras blancas. Esta coloración es muy similar a la de los juveniles de la especie Pomacanthus imperator, y la diferencia más notoria es que la línea blanca en forma de "C", situada en la parte posterior del cuerpo, en el caso de P. imperator es más cerrada, y en su interior tiene una línea en forma ovoide, y otras en forma de círculos situadas en las aletas anal y dorsal. Mientras que el P. semicirculatus juvenil, tanto dentro de la "C", como en las aletas, tiene pequeñas líneas irregulares alargadas.

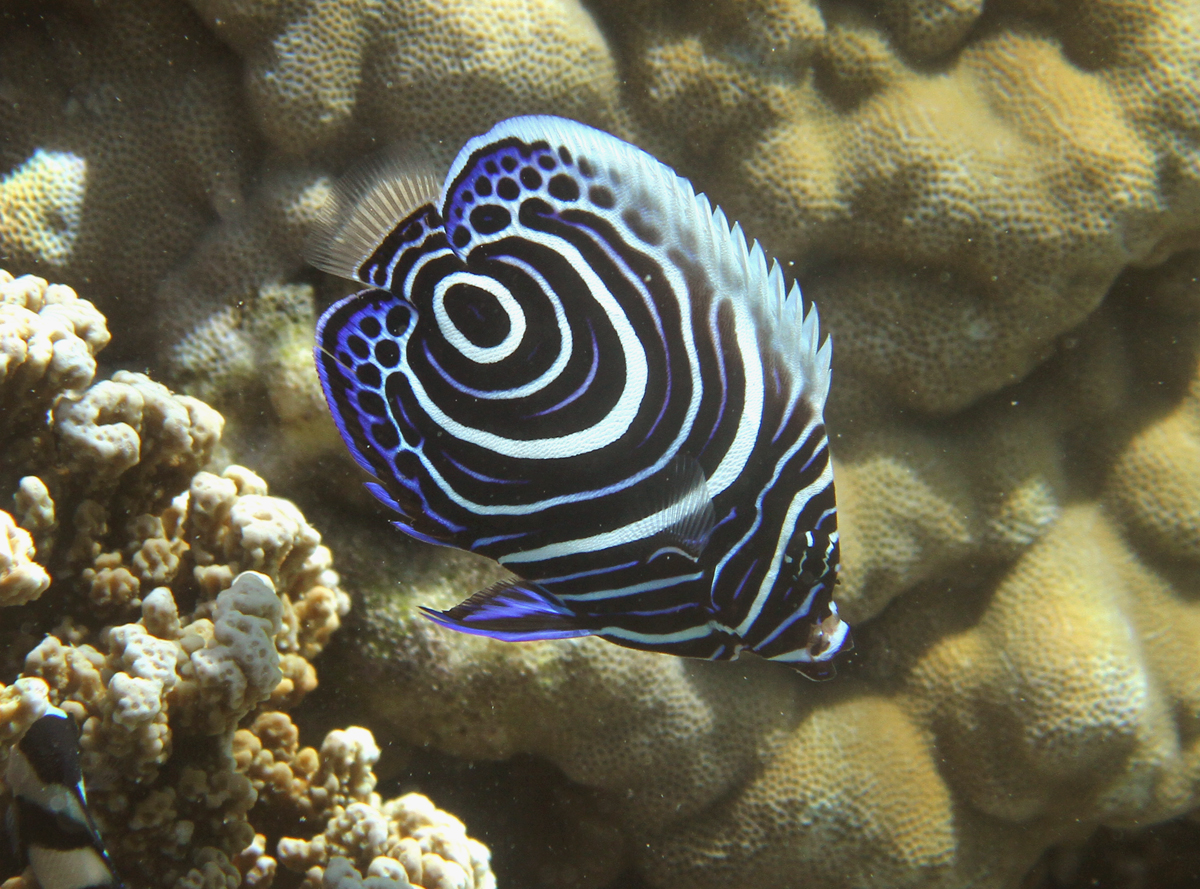
Pomacanthus imperator juvenil
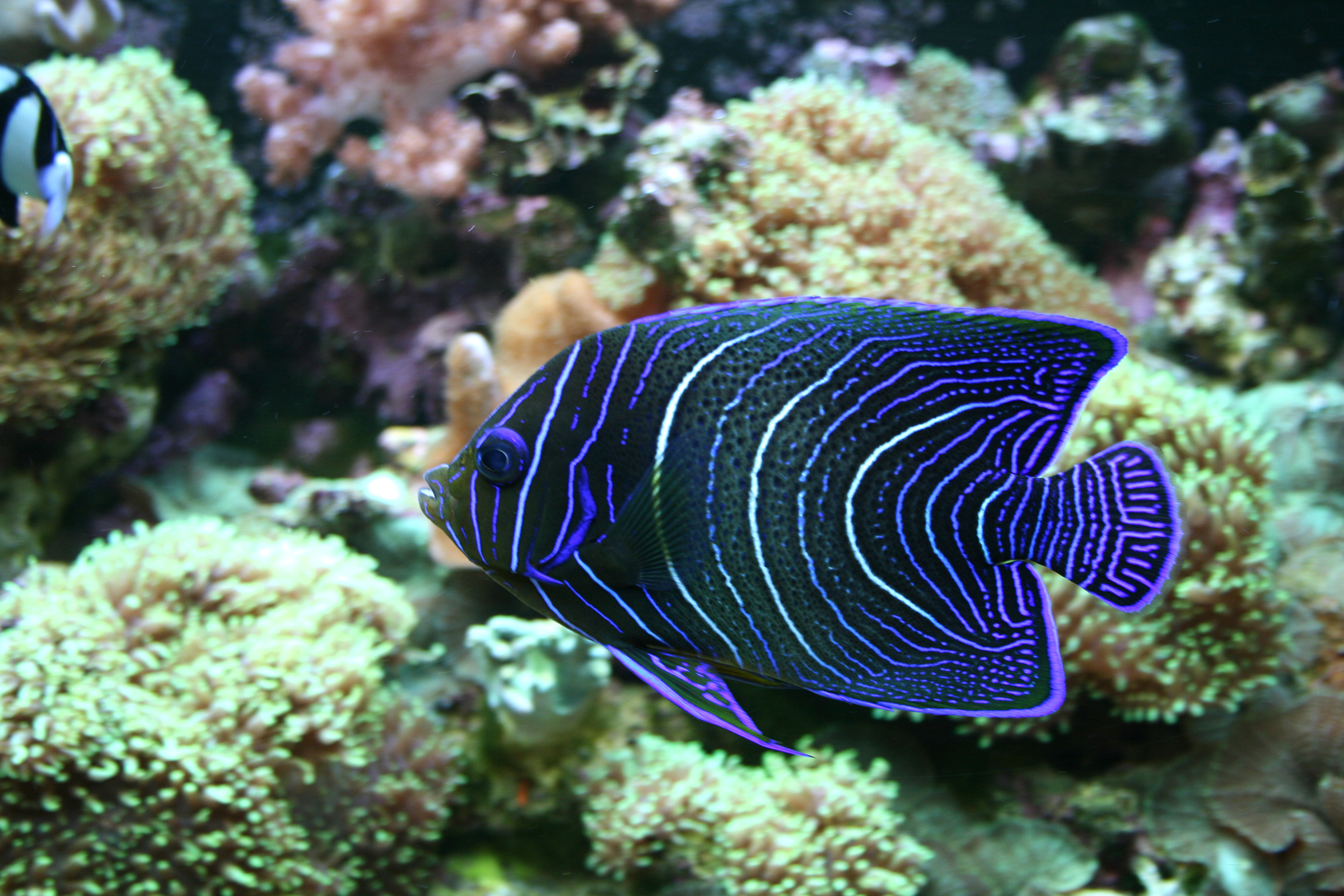
Pomacanthus semicirculatus juvenil

El cambio de la coloración juvenil a la adulta se produce cuando los individuos tienen entre 8 y 16 cm de largo. La coloración de adultos es mayoritariamente en tonos azul eléctrico hacia la parte posterior, con un moteado regular en azul claro; presentando tonalidades oliva y amarillo en la parte anterior del cuerpo, aletas pectorales, zona inferior de la cabeza y vientre. Las aletas dorsal y anal se prolongan en un filamento, con los extremos en amarillo.
Alcanza los 40 cm de largo.
Se reporta una longevidad de 21 años en cautividad.

## Hábitat y comportamiento
Es una especie común y de población estable. Suele verse en lagunas protegidas de arrecifes coralinos. Los adultos suelen encontrarse en cuevas, y ocurren solitarios o en parejas.
Los juveniles prefieren aguas soleadas de arrecifes con sustratos arenosos. Se protegen entre corales. 
Su rango de profundidad es entre 1 y 40 m, aunque se reportan localizaciones entre 0,5 y 96 m, y en un rango de temperatura entre 25.34 y 29.05 °C.

## Distribución geográfica
Se distribuye en el océano Indo-Pacífico, desde la costa este africana, Eritrea a Sudáfrica, hasta las islas Fiyi, Tonga y Samoa del Pacífico central. 
Es especie nativa de Arabia Saudí; Australia; Bangladés; Birmania; Camboya; China; Islas Cocos (Keeling); Comoros; Eritrea; Filipinas; Fiyi; India (Andaman Is., Nicobar Is.); Indonesia; Japón; Jordania; Kenia; Madagascar; Malasia; Maldivas; Mauritius; Mayotte; Micronesia; Mozambique; isla Navidad; Nueva Caledonia; Omán; Palaos; Papúa Nueva Guinea; Reunión; Islas Salomón; Samoa; Seychelles; Singapur; Somalia; Sudáfrica; Sri Lanka; Sudán; Taiwán; Tanzania; Tailandia; Tonga; Vanuatu; Vietnam; Wallis y Futuna; Yemen y Yibuti.

## Alimentación
Omnívoro, en la naturaleza se nutre de esponjas, tunicados y varias macroalgas. 

## Reproducción
Presentan dimorfismo sexual, siendo los machos de mayor tamaño, más pálidos y con las aletas dorsales y anales más moteadas que las hembras.
Son de fertilización externa, liberando los huevos, más de 10.000, y el esperma simultáneamente. El desove sucede antes del anochecer. Tanto machos como hembras se aparean con diferentes parejas en la misma noche.
Resiliencia:  Medio, población duplicada en un tiempo mínimo de 1.4-4.4 años.

## Galería

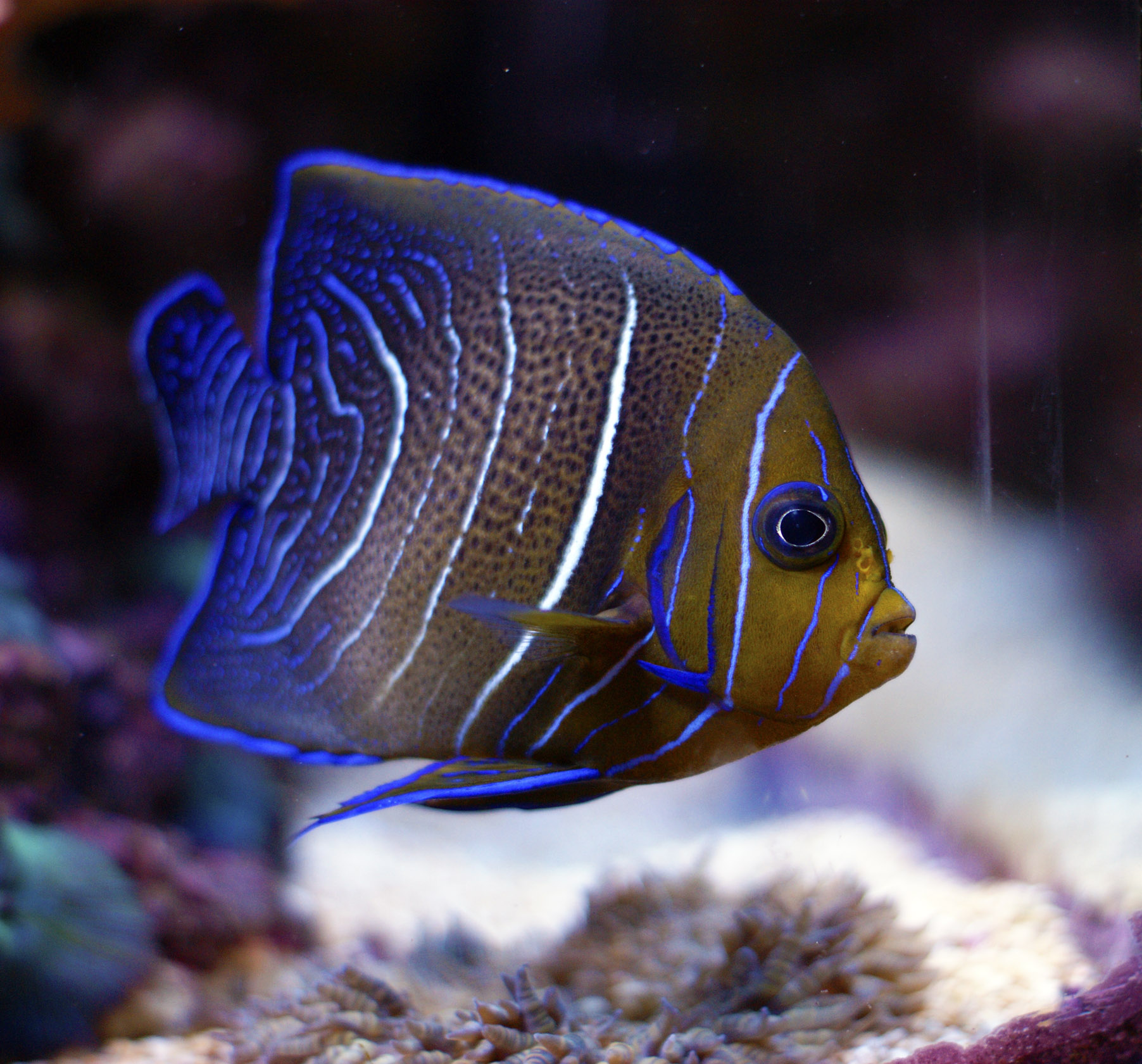
Ejemplar juvenil.
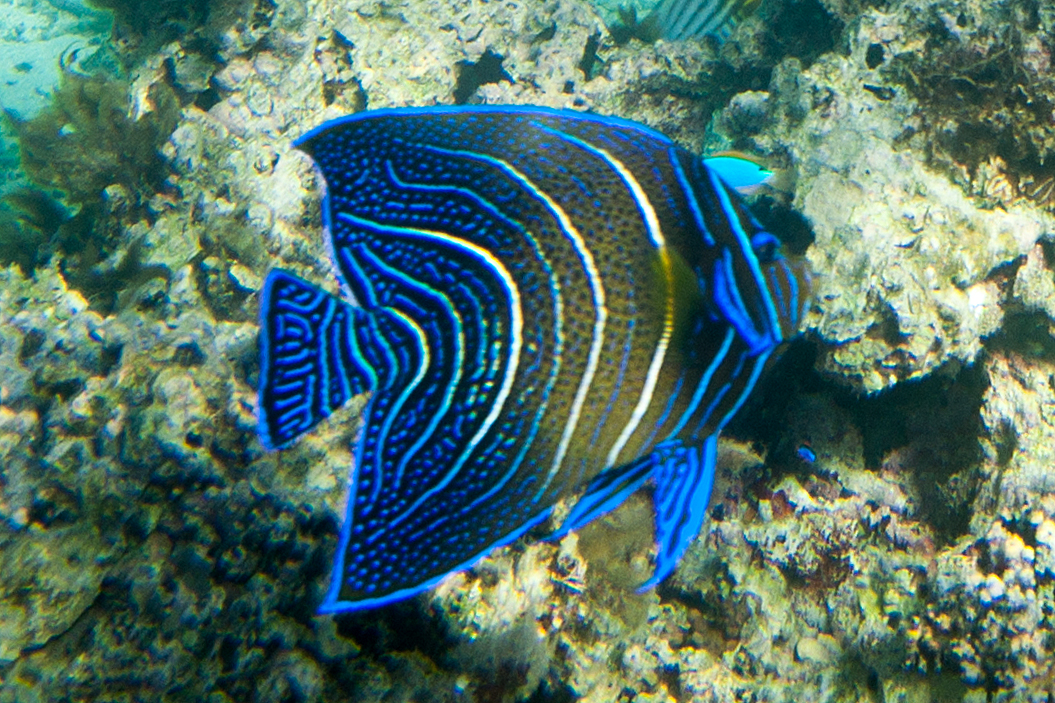
P. semicirculatus juvenil mutando a coloración de adulto
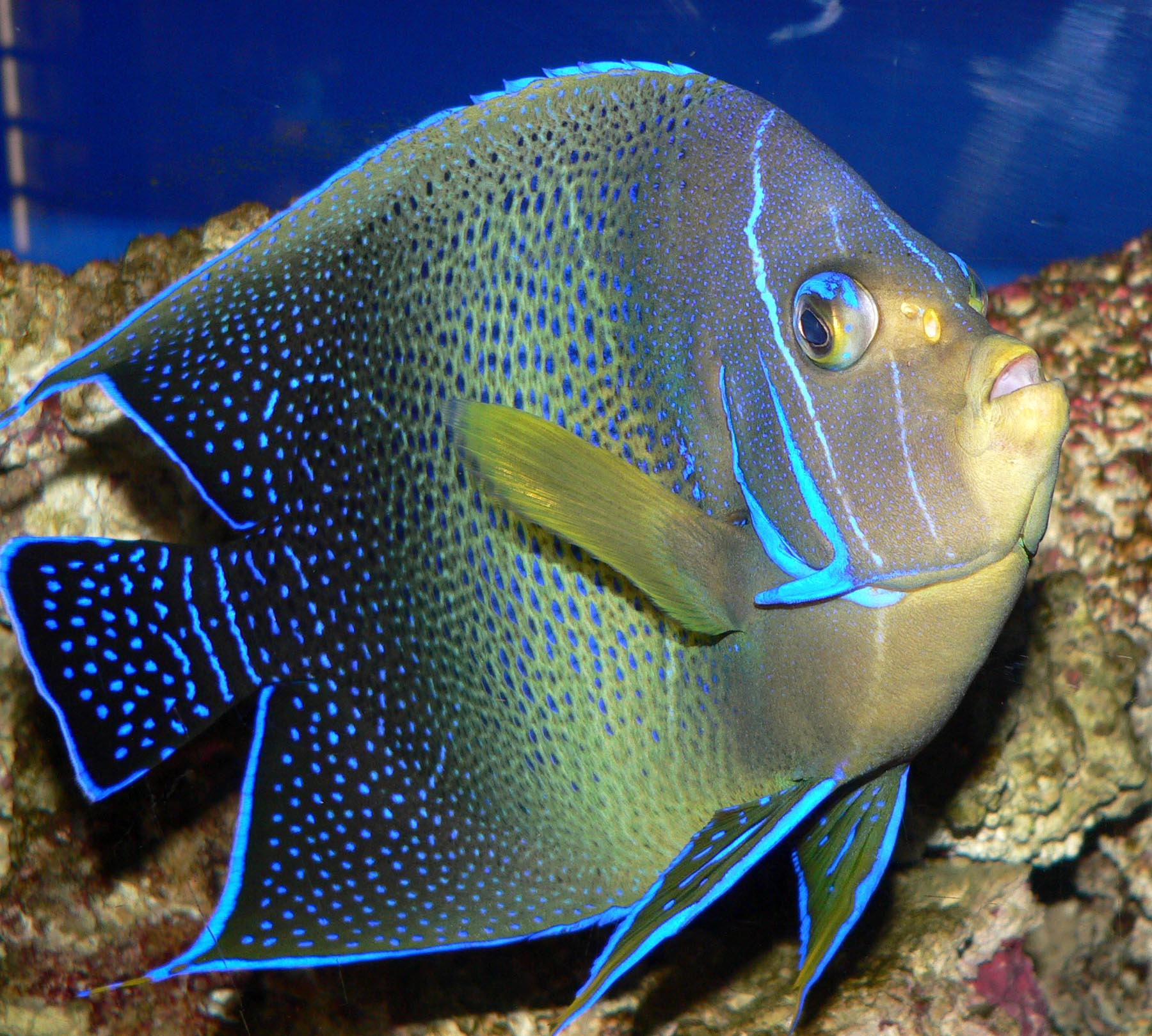
En el Steinhart Aquarium, San Francisco, Estados Unidos de América
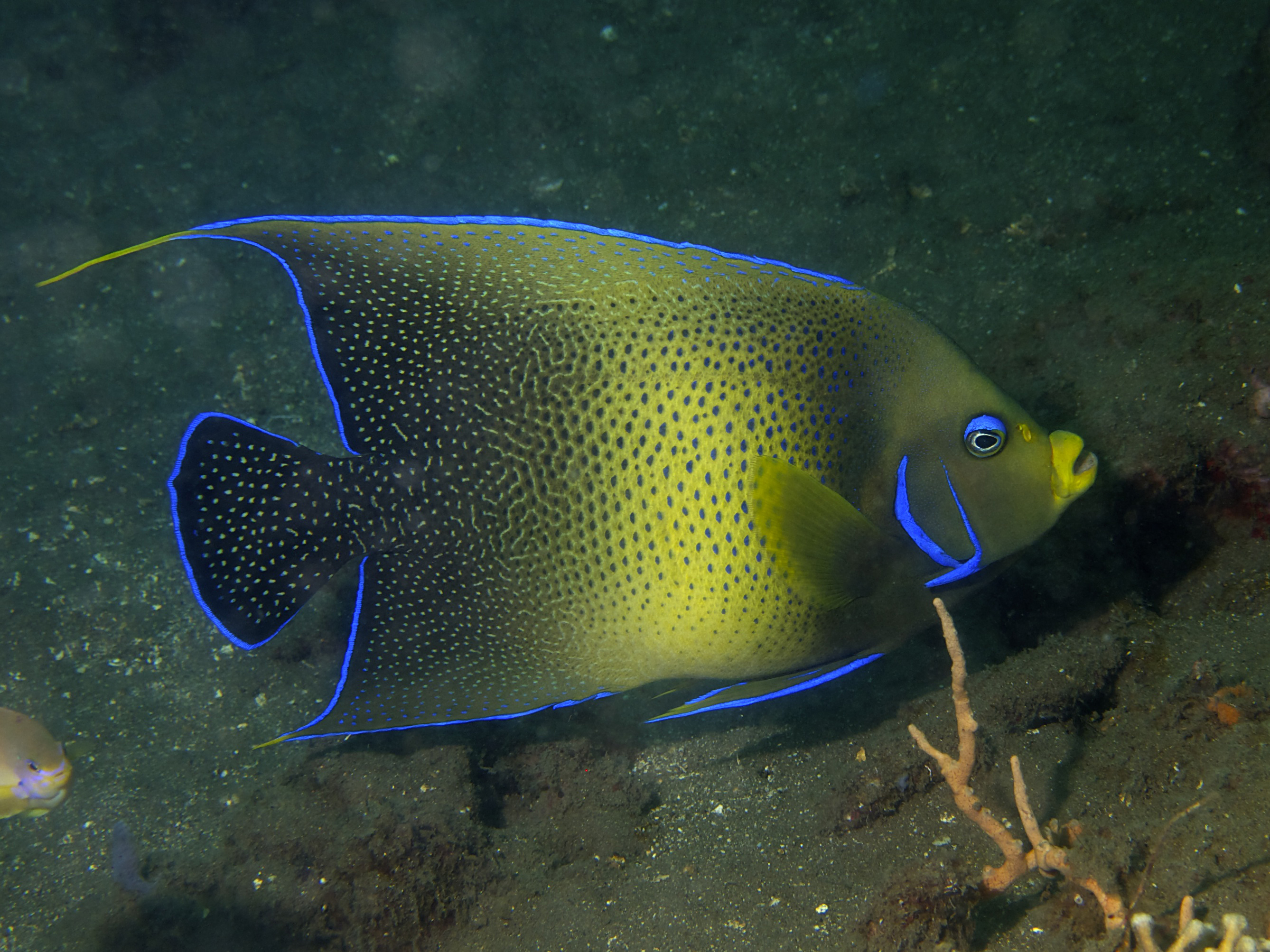
Ejemplar adulto en Dauin, Filipinas
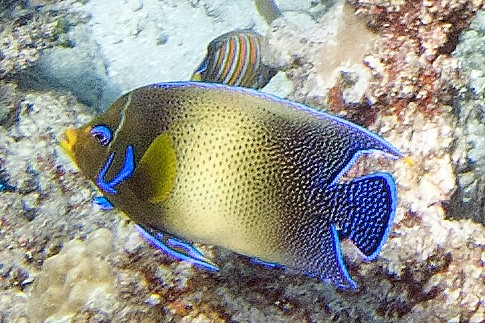
P. semicirculatus en Fiyi
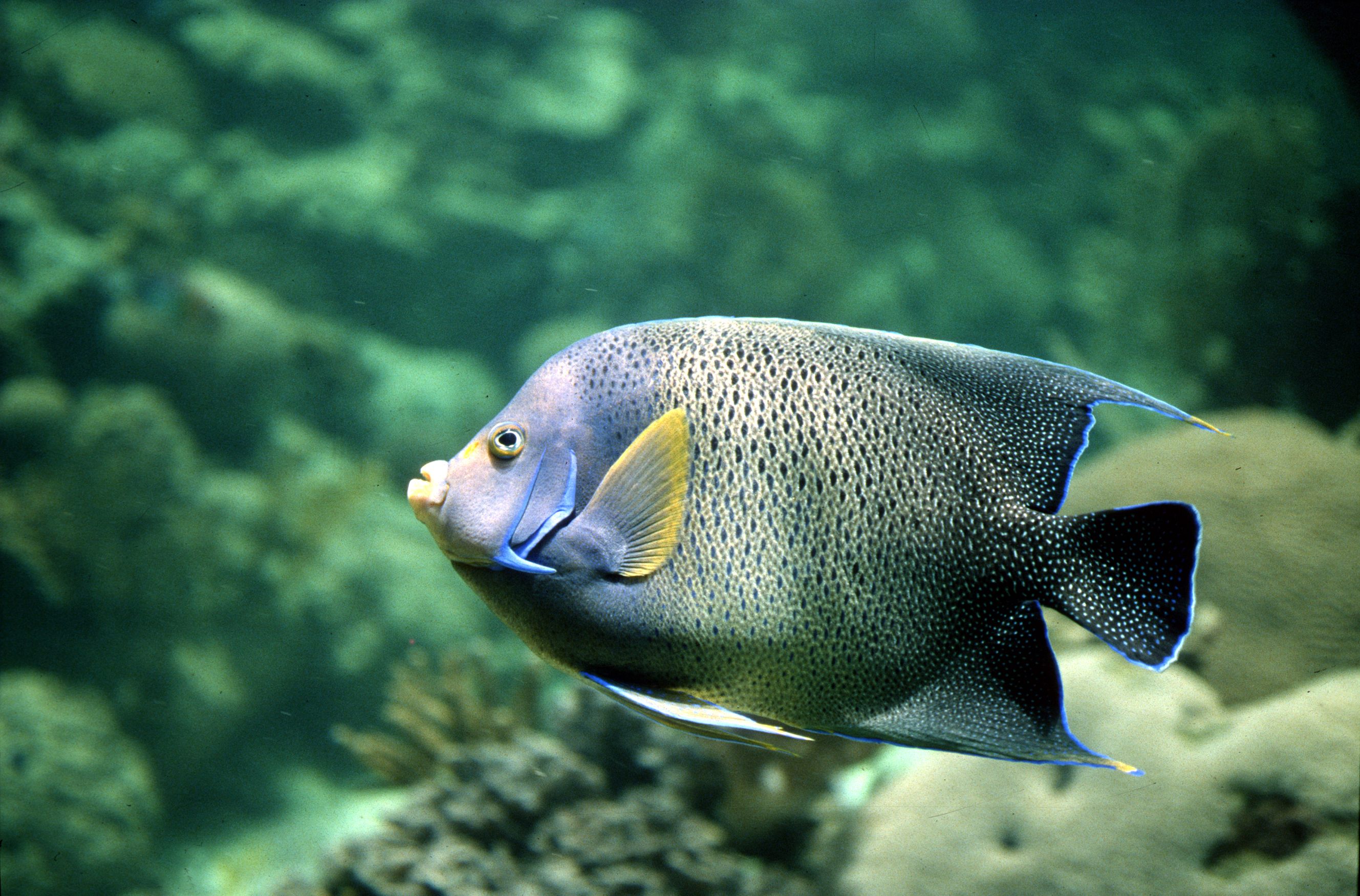
Ejemplar adulto en Australia
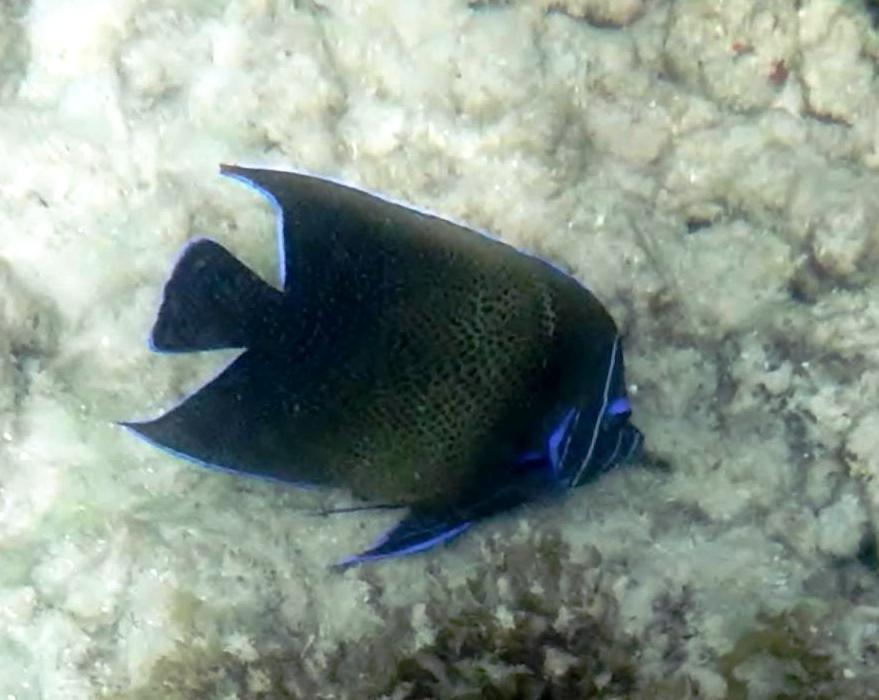
En el Parque Nacional Marino de Port Launay, Mahé, Seychelles